# Xã Rosemont, Quận McLean, Bắc Dakota
Xã Rosemont (tiếng Anh: Rosemont Township) là một xã thuộc quận McLean, tiểu bang Bắc Dakota, Hoa Kỳ. Năm 2010, dân số của xã này là 34 người.